# 독도재단
독도재단은 경상북도 포항시에 있는 재단이다.

## 연혁
- 2009년 5월 18일 재단 개소.

## 같이 보기
- 독도